# 장계중학교
장계중학교(長溪中學校)는 대한민국 전북특별자치도 장수군 장계면 장계리에 있는 공립 중학교이다.

## 학교 연혁
- 1948년 12월 2일 : 장계중학원 인가
- 1952년 1월 10일 : 장계중학교 인가 (6학급 공립)
- 1980년 9월 1일 : 장계중, 고 분리
- 2023년 3월 1일 : 제26대 박근수 교장 취임
- 2024년 1월 5일 : 제73회 졸업 56명(총 11,851명)

## 참고 자료
- 장계중학교 - 한국교육학술정보원 학교알리미